# Municipio de Almond (Minnesota)
El municipio de Almond (en inglés: Almond Township) es un municipio ubicado en el condado de Big Stone en el estado estadounidense de Minnesota. En el año 2010 tenía una población de 110 habitantes y una densidad poblacional de 1,22 personas por km².

## Geografía
El municipio de Almond se encuentra ubicado en las coordenadas 45°26′7″N 96°24′8″O / 45.43528, -96.40222. Según la Oficina del Censo de los Estados Unidos, el municipio tiene una superficie total de 90.27 km², de la cual 86,65 km² corresponden a tierra firme y (4,01 %) 3,62 km² es agua.

## Demografía
Según el censo de 2010, había 110 personas residiendo en el municipio de Almond. La densidad de población era de 1,22 hab./km². De los 110 habitantes, el municipio de Almond estaba compuesto por el 96,36 % blancos, el 0,91 % eran afroamericanos, el 1,82 % eran asiáticos y el 0,91 % eran de una mezcla de razas. Del total de la población el 0,91 % eran hispanos o latinos de cualquier raza.